# En sort streg om øjet
En sort streg om øjet er en dansk dokumentarfilm fra 2006, der er instrueret af Camilla Magid.

## Handling
Bag et syrisk hammams mure: To unge kvinder bader og betror hinanden historier om begær, søgen efter kærlighed og kampen for at finde en identitet i et samfund i forandring.